# Yellow Red KV Malines (féminines)
Maillots
Actualités
Dernière mise à jour : 19 mai 2022.
Le Yellow Red Koninklijke Voetbalclub Mechelen, couramment appelé KV Malines, est un club de football belge basé à Malines. C'est la section féminine du KV Malines.

## Histoire
La section féminine du KV Malines est fondée en 2003, peu après la mise en liquidation du club. Au départ, cette section était considérée comme un moyen approprié pour les supporters féminins du KV Malines de jouer au football. Sur le site web du KV Malines, un appel est lancé pour recruter des joueuses partageant les mêmes idées, auquel 44 supportrices du club ont répondu. La première année, des matchs amicaux ont été joués.
En 2004, les dames se sont inscrites auprès de la Fédération royale belge de football, où elles débutent en troisième provinciale. La première saison est un succès immédiat : l'équipe première devient championne. Les Malinoises remportent le championnat deux saisons de suite et accèdent à la première provinciale. Le 20 août 2005, le club fait la une de la presse, lorsque celui-ci remporte un match de coupe contre le SK Berlaar par 50-1. L'équipe permet aux adversaires de Berlaar de marquer un but à la dernière minute sans opposition, en guise de "sauvetage honorifique". 
Après une longue série sans promotion, le KV Malines remporte le titre en première provinciale lors de la saison 2013-2014 et est promu en Division 3 pour la première fois de son histoire. Lors de la première saison dans les divisions nationales, les Malinwa terminent deuxième de la série, à un point du champion, le KVK Svelta Melsele. Un an plus tard, le club est champion et est promu en Division 2. En 2019, elles sont promues pour la première fois en Division 1, le deuxième niveau du football féminin belge.

## Palmarès

### Titres et trophées
| Compétitions nationales | Compétitions internationales |
| - Championnat de Belgique de D3 : - Champion (1) - 2016 - Vice-champion (1) - 2015 - Première provinciale : - Champion (1) - 2014 - Vice-champion (2) - 2009 et 2013 - Deuxième provinciale : - Champion (1) - 2006 - Troisième provinciale : - Champion (1) - 2005 |                              |
| Compétitions régionales | Tournois saisonniers         |
| - Coupe d'Anvers : - Vainqueur (2) - 2009 et 2014 |                              |

## Personnalités du club

### Entraîneurs
| Rang | Nom               | Période   |
| ---- | ----------------- | --------- |
| 1    | Raymond Loose     | 2011-2014 |
| 2    | Chris Venstermans | 2015      |
| 3    | Michaël Moins     | 2015-2016 |
| 4    | Jan De Bakker     | 2016-2018 |
| 5    | Jo Joos           | 2018-2019 |
| 6    | Jan De Bakker (2) | 2020-2022 |
| 7    | Farid Goreishvand | 2022-     |

## Structures du club

### Aspects juridiques et économiques

#### Sponsors
| Période   | Sponsors maillot |
| --------- | ---------------- |
| 2011-2014 | PGB Trading      |
| 2014-2016 | A+ Consulting    |
| 2016      | Fitfaktor        |
| 2017-     | Telenet          |